# Svante Ingelsson
Svante Ingelsson est un footballeur suédois, né le 14 juin 1998 à Kalmar. Il évolue au poste de ailier droit au Sheffield Wednesday.

## Biographie

### En club
Avec l'équipe du Kalmar FF, il joue 25 matchs en première division suédoise, inscrivant un but.

### En équipe nationale
Il joue régulièrement avec les sélections nationales de jeunes suédoises, des moins de 16 ans jusqu'aux espoirs.